# Justus Weigand
Justus Weigand (Nuremberg, 20 de abril de 2000) é um jogador de hóquei sobre a grama alemão.

## Carreira
Justus Weigand joga como atacante do Mannheimer HC, com quem se sagrou campeão alemão indoor em 2022 e outdoor em 2024.
De 2015 a 2019 disputou 57 partidas internacionais em diversas faixas etárias do setor júnior. Seus maiores sucessos foram o terceiro lugar no Campeonato Europeu Sub-18 de 2018 e o primeiro lugar no Campeonato Europeu Júnior de 2019. Weigand fez sua estreia pela seleção nacional em 2020. Em 2021, no Campeonato Europeu de Amstelveen, a seleção alemã chegou à final com uma vitória por 3 a 2 nas semifinais sobre a seleção inglesa, onde a equipe perdeu para os holandeses nos pênaltis. Na Copa do Mundo de 2023 em Bhubaneswar, Weigand disputou todas as sete partidas, inclusive a final contra a Bélgica.
Nos Jogos Olímpicos de Verão de 2024, em Paris, conquistou a medalha de prata no torneio masculino do hóquei sobre a grama, após confronto na final contra a equipe holandesa, que venceu nos pênaltis.